# LEDA 6240
LEDA 6240(AM 0139-655, 백장미 은하)는 지구로부터 약 3억 4,000만 광년 떨어진 렌즈형 은하이다.

## 구상 성단
대부분의 구상 성단의 나이는 대략 1억 년이며, 많은 구상 성단을  보유하고 있다.